# Ахеменидская Македония
Ахемени́дская Македо́ния — период в истории Македонии, когда она находилось под властью Персидской державы Ахеменидов. В 512/511 до н. э. Мегабиз заставил македонского царя Аминту I признать своё царство вассалом персов. В 492 году до н. э., после Ионийского восстания, Мардоний усилил персидское влияние на Балканах, сделав Македонию полностью подчинённым царством в Ахеменидской державе и частью её административного деления, что продолжалось до окончательного вывода персидских войск из европейских владений после неудачи второго персидского вторжения в Грецию.

## 512/511 до н. э.: Вассальное государство Ахеменидов
Около 513 г. до н. э., в ходе завоевательных кампаний Дария I огромная ахеменидская армия вторглась на Балканы и попыталась победить западных скифов, кочевавших к северу от Дуная. Несколько фракийских народов и почти все другие европейские регионы, граничившие с Понтом Эвксинским (в том числе части современной Болгарии, Румынии, Украины и России), были завоеваны ахеменидской армией прежде, чем она вернулась в Малую Азию.
Один из военачальников Дария, Мегабиз, был отправлен на завоевание Балкан. Ахеменидские войска завоевали Фракию, прибрежные греческие города и Пеонию. Наконец, в 512/511 до н. э. македонский царь Аминта I принял ахеменидское господство и признал себя вассалом Персии.
В многонациональной армии Ахеменидов было много воинов с Балкан. Более того, многие люди из македонской и персидской знати породнились. Например, сын Мегабиза, Бубар, женился на дочери Аминты Гигее для обеспечения хороших отношений между македонскими и персидскими правителями.

## 492—479 до н. э.: персидский сюзеренитет
После поражения Ионийского восстания персидская власть на Балканах была восстановлена Мардонием в 492 до н. э.. Он не только покорил Фракию, но и включил Македонию в состав сатрапии Скудра.
По словам Геродота, главной задачей Мардония было подчинить Афины и Эретрию наряду со многими другими греческими городами. После перехода в Европу Мардоний достиг крепости в Дориске, и там армия была разделена. Персидский флот вынудил Тасос принять власть персов. В то же время пешее войско продолжало свой путь к горе Пангеон и после пересечения Ангита вступило во владения пеонов, вновь подчинив эти земли. Достигнув залива Термаикоса, пехота и флот столкнулись с трудностями: пехота была атакована ночью племенем бригов, а сильная буря разбила многие корабли. Бриги в конечном итоге были покорены, и оставшаяся часть персидского флота продолжила кампанию. После появления персов у восточной границы Македонии Александр I Македонский был вынужден признать сюзеренитет Персидского царства. В результате кампании Мардония Македония была включена в состав Персии. Как пишет Геродот в своей «Истории»; «(…) с помощью их армии они добавили македонян к уже имеющимся рабам [персов]».
Персидское вторжение косвенно повлекло за собой последующее возвышение Македонии, так как оба государства имели общие интересы на Балканах. Благодаря персам македоняне усилили своё влияние на некоторые балканские племена, в том числе на пеонийцев и фракийцев. Македоняне же были «полезны в качестве персидских союзников». Воины Александра I сражались против Афин и Спарты в армии Ксеркса. В Македонии находились значительные запасы продовольствия, использовавшиеся персами . В то же время из-за ограниченных ресурсов Македонии вряд ли в ней располагались большие персидские гарнизоны.
Хотя персидское владычество на Балканах был поколеблено после неудачи вторжения в Грецию, македоняне (как и фракийцы) многое заимствовали из экономики и традиций персов. Некоторые артефакты, раскопанные в Синде и Эгах, рассматриваются как созданные под влиянием персидской культуры или завезённые из Персии в конце VI-V вв. до н. э..